# 12812 Cioni
12812 Cioni este un asteroid din centura principală de asteroizi.

## Descriere
12812 Cioni este un asteroid din centura principală de asteroizi. A fost descoperit pe 14 februarie 1996 la Cima Ekar de Maura Tombelli și Ulisse Munari. Asteroidul prezintă o orbită caracterizată de o semiaxă mare de 2,41 ua, o excentricitate de 0,14 și o înclinație de 2,4° în raport cu ecliptica.